# 白百何
白百何（1984年3月1日—），本名白雪，山东青岛人，中国女演员，中央戲劇學院表演系畢業。白百何第一部片约是出演电视剧《与青春有关的日子》，因而与陈羽凡相恋，在2006年在中央戏剧学院毕业之后結婚生子，到2011年，她凭借电视剧《家的N次方》和电影《失恋33天》才回归大众视野，后者让她迅速走红，并于次年取得金馬奖提名，及赢得大众电影百花奖最佳女主角。
她其后接拍的电影如《分手合约》、《被偷走的那五年》、《整容日记》、《滚蛋吧！肿瘤君》都是主要是以女性为剧中主角及以女性为目标观众的都市爱情电影，电影如《分手合约》和《被偷走的那五年》票房均过亿，因此她被中国传媒称为小妞電影（以女性为题材的电影）的代言人，其後《滚蛋吧！肿瘤君》为她赢得了华表奖优秀女演员。
2014年，她与葛优、李小璐联合主演的电影《私人订制》成为年度贺岁档票房冠军。2015年她主演的古装奇幻电影《捉妖记》上映首日刷新华语片单日和首日票房纪录，最终票房达到24.4亿，创造了中國大陸影史电影票房纪录和内地影史观影人次记录。同年，她以30.64亿元的年度主演票房成为中国年度电影票房排行榜榜首，亦是首位获此殊荣的女演员。2016年，由她特约出演的《從你的全世界路過》刷新国产电影票房新纪录。

## 生平

### 早年經歷
白百何从12岁起就来到北京舞蹈学院附中学习舞蹈。2000年，张艺谋的电影《幸福时光》剧组来到学校选演员，试镜后雖未被選中，但白百何颇有趣味的即兴发挥，给张艺谋留下不错印象，临行时张艺谋建议她考取中央戏剧学院学习，这让原本要报考北京舞蹈学院的白百何改变主意，有了想要成为演员的想法。2002年，白百何考上中央戏剧学院，就读于2002級舞台剧表演系，与文章、唐嫣等成为同学，从此走上影视之路。

### 戏剧
大二那年，白百何拍攝了处女作电视剧《与青春有关的日子》，其後亦分別拍了《幸福在哪里》和《深度较量》。2008年，白百何刚产子后不久，就接到了著导演赵宝刚的邀约，请她出演《我的青春谁做主》，後來相继出演了《说谎的爱人》、《家的N次方》等电视剧。在电视圈打拼五年之后，白百何第1部銀幕作品《万有引力》在上映，白在同年同時获得第一部电影主演的机会，出演滕华涛导演的小成本电影《失恋33天》，扮演从事婚庆策划的失恋大龄女黄小仙，《失恋33天》票房在3.5亿人民币是2011年度中国电影票房市场的最大“黑马”，这部电影使白百何闻名，也带来了大众电影百花奖最佳女主角。
2012年，白百何继续和滕华涛导演合作了职场电视剧《浮沉》扮演职场新人“乔莉”。同年白百何主演的都市情感电视剧《离婚前规则》和她有份參演的電影《第一次》上映，她憑《浮沉》中的表現演绎取得来年的第19届上海电视节白玉兰奖最佳女演员提名。
白百何开始从电视剧转向电影领域發展，她主演的3部电影在2013年先后上映，由韩国导演吴基桓执导的《分手合約》，扮演和前男友訂下分手约定的餐具设计师“何悄悄”；香港女導演黃真真《被偷走的那五年》，扮演遭遇车祸失去記憶的“何蔓”和名導演冯小刚的電影《私人订制》，扮演情境设计师“小白”。《分手合約》和《被偷走的那五年》分別在中國大陸取得1.92亿和1.5亿票房，其中《被偷走的那五年》，不但在中国上演創下票房佳績，其後9月先後在香港與台灣上映，同樣都大受歡迎，並取得當地的票房冠軍，並以黑马姿态在中國、香港及台湾三地取得2亿票房；《私人订制》在中国的票房最终票房成绩更達至7.1亿。
白百何的儿子元宝在2014年进入小学一年级，白为了陪伴儿子度过这段适应期向公司请了几个月的假，因此白百何在這年表演方面的作品不多。她除了為动画电影《喜羊羊与灰太狼之飞马奇遇记》和《驯龙高手2》中国版配音外，同年只上映了一部和郑中基合作演出的电影《整容日记》。
因为白百何的请假时间较长，她后续的工作已经全部堆积到一起，因此2015年是其目前产量最多的一年，這年共播出了她参演了的一部电视剧和四部电影，分別是电视剧《长大》、电影《捉妖记》、《滚蛋吧！肿瘤君》、《恋爱中的城市》和《陪安东尼度过漫长岁月》。电影《捉妖记》整部影片虽然在拍摄过程中经历换男主角风波（柯震东因吸毒事件被迫换井柏然，而影片此时其实大部分已经完成），电影也因而被投资人追加投资7000万把影片重拍，白百何为了重拍在同样的剧情下不仅要演2次，还因为该片运用大量CG特效，必须对着绿幕自演2次。但是該电影上映後收获好评，商业上也是十分成功，累计票房已过24亿元人民币。其中白百何因为《滚蛋吧！肿瘤君》获得了华表奖优秀女演员。2016年出演重庆方言犯罪喜剧片《火锅英雄》。9月上映改编自张嘉佳同名小说，张一白执导的新片《从你的全世界路过》。
白百何在2017年开始尝试一改往日清新小妞的形象，4月上映和搭档黄立行主演，徐静蕾执导的动作电影《绑架者》扮演一位寻找女儿的警察。同月播出和靳东主演都市行业剧《外科风云》。与此前白百何在电视剧《长大》中饰演的实习医生叶春萌不同，此次白百何饰演的陆晨曦已经成长为一名独立优秀的胸外科专家。9月在澳门拍摄改编自严歌苓同名小说，李少红执导电影《妈阁是座城》出演游走于赌场内外、靠追债讨生活的“女叠码仔”梅晓鸥。2018年，與陈伟霆主演的电视剧《南方有乔木》首播外，電影如《捉妖记2》(2018)，关锦鹏执导的电影《八個女人一台戲》(2018)、《妈阁是座城》(2019)、《門鎖》(2021)等電影陸續上映。
白百何时隔四年，於2022年2月播出由她和佟大为、蒋欣主演电视剧《我们的婚姻》，饰演在家当了6年的全职妈妈沉彗星。同年再播出兩部電視劇《欢迎光临》和《我们这十年》。

### 音乐
白百何在羽·泉2009年的个人专辑《每个人心中都有一个羽泉》里参与了歌曲《亲爱的》合声和MV拍摄。在一次接受采访时，胡海泉表示他认为专辑中的一首歌曲《亲爱的》的“副歌应该有个女声”，而队友陈羽凡老婆白百何也会唱歌，所以提议让她参与《亲爱的》的和唱部分。她其后在2010年的电视剧《说谎的爱人》中演唱了由她老公陈羽凡和歌手陈石创作的主题曲《擦肩而过》。白百何还为2012年电视剧《浮沉》演唱了主题曲《浮沉》。
白百何在2015年的电影《捉妖记》中曾和井柏然合唱了高世章创作的歌曲《明天你会在哪里》。她还为《滚蛋吧！肿瘤君》演唱了片尾的歌曲《中二少女养成记》。

### 真人秀
白百何在2016年和王祖蓝成为浙江卫视第一季综艺节目《王牌对王牌》的两位固定队长，白百何其後在录制节目中意外受伤，在带伤录制完四期节目后，由谢娜接替白百何录制节目。

### 舞台剧
2019年，白百何加盟由北京环球百老汇出品制作的李宗盛作品音乐剧。该剧融合了李宗盛二十余首广为传唱的经典歌曲，白百何在剧中饰演的女主角暖暖，是一位怀揣音乐梦想的阳光女孩，但在开朗乐观的外表下，也隐藏着命运洪流中不为人知的另一面。白百何搭档李宗盛打造的这部音乐剧于2019年9月份进入正式的排演期，预计11月进行首演，之后将在全球范围内进行巡演。

### 广播节目
由白百何作为出品人兼主播的电台广播节目《何她说》于2017年3月8日上线。

## 个人生活
白百何原名为白雪，在拍攝电视剧《与青春有关的日子》過程中和同剧组的陈羽凡相识相恋，並在2006年毕业之后和陈羽凡結婚，22岁就做了新娘。2008年生下一个儿子。由于名为白雪者甚多，陈羽凡帮助她改名白百何。2015年，白百何在综艺节目《报告！教练》中说現在这两年工作太忙了，特别后悔没有在年轻时再生第二个孩子。

### 出轨事件
2017年4月12日《全明星探》报道白百何在2月和男模張愛朋同遊泰国，两人在别墅泳池边嬉戏，举止亲昵。4月16日，陈羽凡事发三天后发视频声明，此第三次回复，终于正面回应，表示2015年已与白百何协议离婚，白百何亦發表聲明表示為了他們的孩子著想而未有公布此事。然而并未有离婚证明出示，报道后续称二人并未办离婚手续。早在2015年1月9日还播出了二人以夫妻身份作为飞行嘉宾录制的综艺《奔跑吧兄弟》。

### 名誉权案
2014年中，有匿名网友在“秘密APP”发布文字称「白百何在奢侈品店顺东西被发现了，在上海，她咋想的？」消息被发出后，迅速有大批网友留言讨论，事件逐步扩大化。随后，包括被告舜网在内的多家网站在未经核实的情况下，也转载了相关内容。其中，舜网转引上述文字并进行再次编造，炮制了一篇题为“白百何偷东西顺走600元奢侈品白百何偷东西有前科因偷窃被开除”的文章。由于消息不断蔓延，2014年7月初，白百何委托律师公开发布律师正告函否认偷窃，斥责此传言及传播此传言的媒体，敦促相关网址第一时间终止侵权、澄清事实。随后律师代理白百何，将怠于终止侵权的网络媒体“舜网”以及“秘密APP”主办方起诉至北京朝阳区人民法院。经过半年多时间的审理，朝阳法院於2015年1月下发一审判决，判定舜网构成对白百何名誉权的侵犯，判定舜网在《人民法院报》刊登致歉声明并赔偿白百何经济损失十万元、精神损害抚慰金三万元、维权成本四千五百元。由于“秘密APP”及时删除了匿名者发布的诽谤信息，法院未继续追究其责任。

## 影视作品

### 电视剧
* 以原名「白雪」出演在參演名單
| 首播年份 | 剧名              | 角色    | 备注             |
| 2006年   | 与青春有关的日子* | 乔乔    |                  |
| 2007年   | 幸福在哪里        | 甘露    |                  |
| 2007年   | 深度较量*         | 凌月    |                  |
| 2009年   | 我的青春谁做主    | 雷蕾    |                  |
| 2010年   | 说谎的爱人        | 董楠    |                  |
| 2011年   | 家，N次方         | 赵雯    |                  |
| 2012年   | 浮沉              | 乔莉    |                  |
| 2012年   | 离婚前规则        | 蒋新瑶  |                  |
| 2013年   | 战国小兵          | 纱曼    |                  |
| 2013年   | 失恋33天          | 夫妻A组 | 客串             |
| 2013年   | 我们这拨人        | 乔乔    |                  |
| 2015年   | 长大              | 葉春萌  |                  |
| 2017年   | 外科风云          | 陸晨曦  |                  |
| 2018年   | 南方有乔木        | 南乔    |                  |
| 2022年   | 我们的婚姻        | 沈彗星  |                  |
| 2022年   | 欢迎光临          | 郑有恩  |                  |
| 2022年   | 我们这十年        | 陈冉    | 單元《唐宫夜宴》 |
| 2023年   | 骄阳伴我          | 简冰    |                  |
| 2024年   | 好团圆            | 向前    |                  |
| 2024年   | 清明上河图密码    | 溫悅    |                  |

### 电影
| 上映年份 | 电影名                     | 角色     | 备注           |
| 2011年   | 万有引力                   | 石晓琳   |                |
| 2011年   | 失恋33天                   | 黄小仙   |                |
| 2012年   | 第一次                     | 魏佳佳   |                |
| 2013年   | 分手合约                   | 何俏俏   |                |
| 2013年   | 被偷走的那五年             | 何蔓     |                |
| 2013年   | 私人订制                   | 小白     |                |
| 2014年   | 喜羊羊与灰太狼之飞马奇遇记 | 蓝马公主 | 配音           |
| 2014年   | 整容日记                   | 郭晶     |                |
| 2014年   | 驯龙高手2                  | 阿丝翠德 | 中国大陆版配音 |
| 2015年   | 捉妖记                     | 霍小嵐   |                |
| 2015年   | 滚蛋吧！肿瘤君             | 熊顿     |                |
| 2015年   | 恋爱中的城市               | 嫣然     |                |
| 2015年   | 陪安东尼度过漫长岁月       | 小樱     |                |
| 2016年   | 功夫熊猫3                  | 悍娇虎   | 中国大陆版配音 |
| 2016年   | 火锅英雄                   | 于小惠     |                |
| 2016年   | 从你的全世界路过           | 荔枝     |                |
| 2017年   | 绑架者                     | 林薇     |                |
| 2018年   | 捉妖记2                    | 霍小嵐   |                |
| 2018年   | 八個女人一台戲             | 傅砂     |                |
| 2019年   | 妈阁是座城                 | 梅曉鷗   |                |
| 2019年   | 亲爱的新年好               | 白树瑾   |                |
| 2021年   | 門鎖                       | 方卉     |                |
| 2023年   | 檢察風雲                   | 童雨辰   |                |
| 待上映   | 寻秦记                     |          |                |
| 待上映   | 春樹                       | 方春樹   |                |

### 网络剧/微电影
| 年份   | 作品名稱    | 角色   | 备注           |
| 2013年 | 酸甜苦辣III | 丫头   | 益达宣传微电影 |
| 2014年 | 屌丝日记    | 離婚女 | 乐视网网络剧   |
| 2014年 | 屌丝男士3   | 騰格爾 | 搜狐视频网络剧 |

### 舞台剧
| 年份   | 剧名             | 角色 | 备注                                       |
| 2019年 | 李宗盛作品音乐剧 | 暖暖 | 北京环球百老汇出品制作，2019年11月进行首演 |

## 音樂作品
| 年份   | 歌曲名稱         | 作品                                       | 合作藝人 | 備註           |
| ------ | ---------------- | ------------------------------------------ | -------- | -------------- |
| 2009年 | 親愛的           | -                                          | 羽泉     | 參錄和聲部分   |
| 2010年 | 擦肩而過         | 電視劇《說謊的愛人》片尾曲                 | -        | 第一首個人單曲 |
| 2012年 | 浮沉             | 電視劇《浮沉》主題曲                       | -        |                |
| 2013年 | 我們不是說好了嗎 | 電影《分手合約》主題曲                     | 彭于晏   |                |
| 2015年 | 明天你會在哪裡   | 電影《捉妖記》插曲                         | 井柏然   |                |
| 2015年 | 中二少女養花記   | 電影《滚蛋吧！肿瘤君》主題曲               | -        |                |
| 2019年 | 我是一隻小小鳥   | 《李宗盛作品音樂劇》宣傳推廣曲             | -        | 翻唱           |
| 2023年 | 忽然想起來       | 第十三屆北京國際電影節推廣曲               | 劉雨昕   |                |
| 2023年 | 光輝             | 第十八屆、第十九屆中國電影華表獎主題推廣曲 | 群星     |                |

## 獎項紀錄

### 榮譽
| 年份   | 頒獎典禮                       | 獎項                     | 作品                 | 結果 |
| ------ | ------------------------------ | ------------------------ | -------------------- | ---- |
| 2012年 | 第49屆金馬獎                   | 最佳女主角               | 《失戀33天》         | 提名 |
| 2012年 | 第12屆華語電影傳媒大獎         | 最受矚目女演員           | 《失戀33天》         | 提名 |
| 2012年 | 第3屆中國電影導演協會年度表彰  | 年度女演員               | 《失戀33天》         | 提名 |
| 2012年 | 第19屆北京大學生電影節         | 最佳女演員               | 《失戀33天》         | 提名 |
| 2012年 | 第31屆大眾電影百花獎           | 最佳女主角               | 《失戀33天》         | 獲獎 |
| 2012年 | 第7屆華語青年影像論壇          | 年度新鋭女演員           | 《失戀33天》         | 獲獎 |
| 2012年 | 第2屆豆瓣电影鑫像奖            | 最佳女演員               | 《失戀33天》         | 提名 |
| 2013年 | 第15屆中國電影華表獎           | 優秀女演員               | 《失戀33天》         | 提名 |
| 2013年 | 第5屆英國萬象國際華語電影節    | 最佳女主角               | 《分手合約》         | 提名 |
| 2013年 | 第16屆上海國際電影節金爵獎     | 最佳女演員               | 《被偷走的那五年》   | 提名 |
| 2013年 | 第19屆上海電視節白玉蘭獎       | 最佳女演員               | 《浮沉》             | 提名 |
| 2014年 | 第12屆華鼎獎                   | 最佳女主角               | 《私人訂製》         | 提名 |
| 2015年 | 第12屆廣州大學生電影節         | 最受歡迎女演員           | 《捉妖記》           | 獲獎 |
| 2016年 | 第33屆大眾電影百花獎           | 最佳女主角               | 《捉妖記》           | 提名 |
| 2016年 | 第13屆中國長春電影節金鹿獎     | 最佳女主角               | 《捉妖記》           | 獲獎 |
| 2016年 | 第16屆華語電影傳媒大獎         | 最佳女主角               | 《滾蛋吧！腫瘤君》   | 提名 |
| 2016年 | 第7屆中國電影導演協會年度表彰  | 年度女演員               | 《滾蛋吧！腫瘤君》   | 獲獎 |
| 2016年 | 第6屆北京國際電影節天壇獎      | 最佳女主角               | 《滾蛋吧！腫瘤君》   | 提名 |
| 2016年 | 第23屆北京大學生電影節         | 最佳女演員               | 《滾蛋吧！腫瘤君》   | 獲獎 |
| 2016年 | 第16屆中國電影華表獎           | 優秀女演員               | 《滾蛋吧！腫瘤君》   | 獲獎 |
| 2016年 | 第20屆華鼎獎                   | 中國最佳女主角           | 《滾蛋吧！腫瘤君》   | 提名 |
| 2016年 | 第6届豆瓣电影鑫像奖            | 最佳女演员               | 《滾蛋吧！腫瘤君》   | 提名 |
| 2016年 | 第19屆華鼎獎                   | 中國百強電視劇最佳女主角 | 《長大》             | 提名 |
| 2016年 | 第8屆澳大利亞國際華語電影節    | 最佳女主角               | 《火鍋英雄》         | 獲獎 |
| 2017年 | 第31屆中國電影金雞獎           | 最佳女主角               | 《捉妖記》           | 提名 |
| 2018年 | 第3屆金磚國家電影節            | 最佳女配角               | 《從你的全世界路過》 | 獲獎 |
| 2019年 | 第32屆中國電影金雞獎           | 最佳女主角               | 《媽閣是座城》       | 提名 |
| 2020年 | 第11屆中國電影導演協會年度表彰 | 年度女演員               | 《媽閣是座城》       | 提名 |
| 2022年 | 第13屆澳門國際電視節金蓮花獎   | 最佳女主角               | 《歡迎光臨》         | 提名 |

### 其他獎項
| 年份   | 典禮                         | 獎項                     |
| ------ | ---------------------------- | ------------------------ |
| 2015年 | 網易時尚年度跨界盛典         | 年度最具影響力女明星     |
| 2015年 | 尖叫2016愛奇藝之夜           | 年度最佳電影演員         |
| 2015年 | 2015騰訊娛樂白皮書           | 年度電影之星             |
| 2015年 | 《綜藝》年度人物             | 最具商業價值演員         |
| 2015年 | 鳳凰娛樂                     | 向上·人生2015年度人物    |
| 2015年 | 搜狐時尚盛典頒獎禮           | 年度影視女明星           |
| 2016年 | 2015微博之夜                 | 年度電影新力量女演員     |
| 2016年 | 第28屆香港專業電影攝影師學會 | 攝影師眼中最具魅力女演員 |
| 2016年 | 第3屆絲綢之路國際電影節      | 對外傳播突出貢獻獎       |
| 2019年 | 全球華語歌曲排行榜           | 年度全能女藝人           |

## 外部連結
- 白百何的新浪微博（简体中文）
- 白百何在香港影庫上的簡介